# Toros Monterrey
Toros Monterrey er en mexikansk ishockeyklub som spiller i den mexikanske ishockeyliga. Klubben, som blev etableret i 2004, spiller sine hjemmekampe ved Monterrey Ice Complex, som har plads til 1500 tilskuere.

## Links
officiel hjemmeside Arkiveret 30. juni 2011 hos  Wayback Machine